# Peer Mascini
Petrus Johannes Maria Mascini, dit Peer Mascini, né le 23 mars 1941 à Heemstede et mort le 16 mai 2019 à Amsterdam, est un acteur néerlandais.

## Filmographie partielle
- 1982 : The Hes Case d'Orlow Seunke : l'accompagneur[3]
- 1986 : Abel d'Alex van Warmerdam : le directeur[4]
- 1989 : Zwerfsters de Marja Kok : Leo[5]
- 1999 : No Trains No Planes de Jos Stelling[6]
- 2000 : Rent a Friend d'Eddy Terstall : Smulders[7]
- 2007 : Blind Date de Stanley Tucci : Sole Drinker[8]
- 2011 : De president d'Erik de Bruyn : Butler[9]
- 2012 : Only Decent People de Lodewijk Crijns : Columnist[10]
- 2016 : Family Weekend de Pieter van Rijn : le Pasteur[11]